# Nelkan
Nelkan (en rus: Нелькан) és un poble del krai de Khabàrovsk, a Rússia, que el 2019 tenia 700 habitants. Pertany al districte rural d'Aiano-Maiski.